# Tinostoma smaragditis
Tinostoma smaragditis is een vlinder uit de familie pijlstaarten (Sphingidae). De soort komt voor op Kauai, Hawaï.